# Copestylum sternale
Copestylum sternale är en tvåvingeart som först beskrevs av Charles Howard Curran 1930.  Copestylum sternale ingår i släktet Copestylum och familjen blomflugor. Inga underarter finns listade i Catalogue of Life.